# حلة (بني مطر)

تعديل مصدري - تعديل

حلة هي إحدى قرى عزلة شهاب الأعلى بمديرية بني مطر التابعة لمحافظة صنعاء، بلغ تعداد سكانها 724 نسمة حسب تعداد اليمن لعام 2004.